# Bromus brevis
Bromus brevis är en gräsart som beskrevs av Ernst Gottlieb von Steudel. Bromus brevis ingår i släktet lostor, och familjen gräs. Inga underarter finns listade i Catalogue of Life.